# 日本移動通信
日本移動通信株式会社（にっぽんいどうつうしん、英: IDO Corporation）は、かつて存在した携帯電話（移動体通信）事業会社。現在のKDDI株式会社の前身企業の1つで、現在KDDIが展開する移動体通信（携帯電話）事業「au」の前身事業を行っていた。略称は、IDO（イドー、イドウ）。

## 概説
旧第二電電（DDIセルラーグループ、現・KDDI）と営業エリアを分け合ったため、関東地方・甲信地方・東海地方の1都12県を営業エリアとしてサービスを提供していた。一部のキャンペーンを除き、基本的に「関東・中部エリア」をひとつと見なした営業を行っていた。
当初はNTT大容量方式（HiCAP）を採用し、エリア外ではNTT（のちNTTドコモに分社）へのローミングで対応した。しかしJ-TACS方式を採用していたDDIセルラーグループのエリアでは、方式が異なりローミングできないことが日米間で政治問題化した。1989年の日米構造協議での合意により、IDOも「TokyoPhone」（後のTACS Minimo）の名前でJ-TACS方式を並行して提供することになり、DDIセルラーグループとの提携・ローミングが実現した。
後に導入されたデジタル方式（PDC方式）は当初からDDIセルラーグループとのローミングを想定したが、ドコモローミングも継続した為に並行実施された。
その後の第三世代携帯電話では、早くから米国方式の採用を表明し、第三世代携帯電話の先行方式である「cdmaOne」を他社に先駆けてDDIと共同展開し、第三世代携帯電話の占有率の首位獲得の基盤を築く。この頃からIDOのフラッグシップ機は、繋がり易く切れにくい上、音質も固定電話並みに良好なcdmaOne端末になった。また、このとき、直前までNTTドコモのCMに出演していた織田裕二を「cdmaOne」のCMに起用したことで、さらに大きな話題となった。
cdmaOneの全国ネットワークの完成とPDC方式の廃止、並びに第三世代携帯電話「CDMA2000」の共同展開の決定を機に、2000年7月に両グループのブランドを「au」（エーユー）に一本化。その後、2000年10月に、経営母体であった日本高速通信の後身であるKDDとともに第二電電（DDI）に合併して解散した。

## 略歴
- 1987年（昭和62年）3月9日 - 日本高速通信・トヨタ自動車・東京電力・中部電力を中心に設立。筆頭株主は日本高速通信、トヨタが第二位株主という構成[3]。
- 1988年（昭和63年）12月15日 - アナログ式自動車電話事業開始。
- 1994年（平成6年）6月 - PDC方式のデジタル携帯電話サービス開始。
- 1996年（平成8年）11月 - 東京テレメッセージとポケベル一体型携帯電話「デジタルミニモ D320」を発売。
- 1997年（平成9年） - 社名の英文表記を「NIPPON IDOU TSUSHIN CORPORATION」から「IDO CORPORATION」へ変更。
- 1999年（平成11年）4月14日 - cdmaOneサービス開始。
- 2000年（平成12年）
  - 7月1日 - DDIセルラーグループとブランド名称を「au」に統合。
  - 10月1日 - 第二電電株式会社に合併し解散。